# Nazarowo
Nazarowo (ros. Назарово) – miasto w azjatyckiej części Rosji, w Kraju Krasnojarskim, nad Czułymem (dopływ Obu). W 2020 roku liczyło 49 748 mieszkańców.
W mieście rozwinął się przemysł materiałów budowlanych, maszynowy, metalowy oraz spożywczy.